# Democrazia Europea
Democrazia Europea (DE) fou un partit polític italià d'inspiració catòlica, centrista, fundat l'11 de febrer de 2001 per Sergio D'Antoni, secretari general de la CISL sobre el model de la DCI amb l'objectiu d'assolir un tercer pol entre Casa de les Llibertats i l'Ulivo. Sorgí de la unió entre:
- Alguns dimitits i fugits del PPI (l'ex ministre Ortensio Zecchino)
- Grups propers a Giulio Andreotti
- Moviment Autonomistes per Europa (Vito Gnutti i Domenico Comino), escindits de la Lliga Nord
- Neodemocristians provinents del Moviment pel Renaixement de la Democràcia Cristiana, per Flaminio Piccoli, com Angelo Sandri.

Al Senat es constituí en grup parlamentari propi amb el seu nom, amb 4 del PPI (Andreotti i Zecchino) i 6 d'APE. Rep el suport de l'expresident del Senat Carlo Scognamiglio Pasini i l'empresari Pippo Baudo.
A les eleccions legislatives italianes de 2001 es presentà i va assolir 3,5% (1.310.119 vots) a la Cambra Majoritaria, 2,4% a la proporcional i el 3,2% (1.066.908 vots) al Senat, obté 2 senadors (Campània i Sicília) i cap diputat. El partit té vida breu. El 6 de desembre de 2002 participà en la fundació d'UDC, adherida a la Casa de les Llibertats i part integrant del govern de Berlusconi.
El 2004 D'Antonio deixà la UDC de cara a les eleccions europees de 2004 per participar en Uniti nell'Uliivo i després a La Margherita; finalment fou diputat l'Ulivo a les eleccions supletòries de 2004. Els dos senadors del partit, però, no el seguiren i continuaren dins UDC. Per la seva banda, Andreotti i Colombo tampoc s'integraren dins UDC i es mantingueren dins el grup mixt.